# Алфред Грандиде
Алфред Грандиде (на френски: Alfred Grandidier) е френски естественик, извършил в периода 1865 – 1870 комплексни физико-географски изследвания на Мадагаскар и с право може да се смята за „баща на географията на Мадагаскар“.

## Произход и младежки години (1836 – 1865)
Роден е на 20 декември 1836 година в Париж, Франция, в заможно семейство. През 1858 – 1859 заедно с брат си Ернест Грандиде (1833 – 1912) предприема пътуване по целия свят, като двамата посещават Южна Америка, включително Перу, Чили, Боливия, Аржентина и Бразилия, от което се завръщат с огромно количество растителни и животински колекции, които са обратени и сортирани от Ернест през 1860. След това посещават Китай, където се разделят. Ернест се завръща във Франция, а Алфред отива в Южна Индия, където се отдава на изучаване на будизма и остава там до края на юли 1863. Изтощен от пътуванията си в Индия и болен от малария Алфред Грандиде отива да се лекува на остров Занзибар, а след това и на Реюнион. През 1865 случайно попада на Мадагаскар и посвещава остатъка от живота си на изследването и опознаването на огромния остров.

## Изследване на Мадагаскар (1865 – 1870)
В периода 1865 – 1870 извършва комплексно физико-географско изследване на Мадагаскар. Три пъти пресича острова и открива и изследва редица планини, хребети и над 800 населени места. Дължината на експедиционните маршрути надхвърля 5500 км. Извършва 1500 теодолитни измервания и определя координатите на 1885 пункта и 28 големи населени места, в резултат на което през 1871 издава карта на острова в мащаб 1:1850000.
Грандиде събира ценни материали за височинното разпространение на растителността на Мадагаскар, фауната, обичаите, бита и културата на местното население, като всички тези изследвания попадат в неговия 39-томен труд за Мадагаскар, който излиза в периода 1875 – 1905 – „Histoire physique, naturelle et politique de Madagascar“, Vol. 1 – 39, Paris, 1875 – 1905 (в превод „Физическа, естествена и политическа история на Мадагаскар“).
Интересен момент от работата на Грандиде в Мадагаскар е, че той открива пълния скелет на измрялата птица епиорнис и доказва, че тя е изтребена, като е станала жертва на малгашките ловци, или може би, на – крокодилите.
От началото на 70-те години на XIX в., Грандиде с помощта на редица мисионери провежда мащабни топографски заснемания в мащаб 1:200000 на площ от 18 хил. км2 в провинция Имерина, като показва на новите карти положението и надморската височина на няколко хиляди села и градове.

## Следващи години (1871 – 1921)
Работата на Алфред Грандиде привлича силно вниманието на Франция към острова, което довежда през 1890 до окончателното завладяване на Мадагаскар и превръщането му във френска колония и голямо помагало за следващите изследователи на острова.
През 1885 Грандиде е избран за член Френската академия на науките, а в периода 1901 – 1905 е председател на Френското географско дружество.
Умира на 13 септември 1921 година в Париж на 84-годишна възраст.

## Памет
Неговото име носи минерала Грандидиерит, който се добива основно в Мадагаскар.